# Країна припливів (телесеріал)
«Країна припли́вів» (англ. Tidelands) — містичний детектив стримінгового сервісу «Netflix»; перший телевізійний серіал платформи, повністю знятий в Австралії. Прем'єра телесеріалу відбулася 14 грудня 2018 року. Більшість сцен знято в затоці Моретон-Бей у штаті Квінсленд.

## Сюжет
Дівчина, яка оселилася в тихому рибальському селі, аби забути про минуле життя злочинниці, розуміє, що це непримітне місце на узбережжі населяють не звичайні люди, а містичні істоти — напівсирени (морські русалки). І знайдене мертве тіло викликає цілий ланцюжок драматичних та надприродних подій.

## У ролях
| Актор                               | Роль                                 |
| ----------------------------------- | ------------------------------------ |
| Шарлотта Бест (Charlotte Best)      | Кел Мактір (Cal McTeer )             |
| Марко Погоссі (Marco Pigossi)       | Ділан (Dylan )                       |
| Аарон Якубенко (Aaron Jakubenko)    | Огі Мактір (Augie McTeer )           |
| Маттіас Інвуд (Mattias Inwood)      | Корі Велч (Corey Welch )             |
| Даліп Сондхі (Dalip Sondhi)         | Ламар Клотьє (Lamar Cloutier )       |
| Керолайн Брейзер (Caroline Brazier) | Роза (Rosa )                         |
| Ельза Патакі (Elsa Pataky)          | Едріель Катберт (Adrielle Cuthbert ) |
| Джет Трентер (Jet Tranter)          | Леандра (Leandra )                   |

## Український переклад
Студія «Dniprofilm» створила багатоголосе україномовне дублювання першого сезону телесеріалу.

## Цікаві факти
- Назва вигаданого рибальського села Орфелін-Бей (англ. Orphelin Bay) перекладається як «Затока сироти».
- Уніформа поліції штату Квінсленд блакитного кольору, в серіалі ж вона — кольору хакі.

## Список серій

### Сезон 1 (2018)
| Номер серії | Назва                        | Режисер                   | Сценарист                                                                  | Дата виходу    | Глядачі США (млн) |
| ----------- | ---------------------------- | ------------------------- | -------------------------------------------------------------------------- | -------------- | ----------------- |
| 1.1 (1)     | «англ. Home»                 | (англ. Toa Fraser)        | (англ. Stephen M. Irwin, Leigh McGrath, Nathan Mayfield, Tracey Robertson) | 14 грудня 2018 | Буде визначено    |
| 1.2 (2)     | «англ. Orphans of L'Attente» | Буде визначено            | (англ. Stephen M. Irwin, Leigh McGrath)                                    | 14 грудня 2018 | Буде визначено    |
| 1.3 (3)     | «англ. Not One of You»       | Буде визначено            | (англ. Stephen M. Irwin, Leigh McGrath)                                    | 14 грудня 2018 | Буде визначено    |
| 1.4 (4)     | «англ. Don't Trust Humans»   | Буде визначено            | (англ. Stephen M. Irwin, Leigh McGrath)                                    | 14 грудня 2018 | Буде визначено    |
| 1.5 (5)     | «англ. The Calling»          | (англ. Catriona McKenzie) | (англ. Stephen M. Irwin, Leigh McGrath)                                    | 14 грудня 2018 | Буде визначено    |
| 1.6 (6)     | «англ. Loyalty»              | (англ. Catriona McKenzie) | (англ. Stephen M. Irwin, Leigh McGrath)                                    | 14 грудня 2018 | Буде визначено    |
| 1.7 (7)     | «англ. The Prophecy»         | Буде визначено            | (англ. Stephen M. Irwin, Leigh McGrath)                                    | 14 грудня 2018 | Буде визначено    |
| 1.8 (8)     | «англ. The Queen's Knife»    | Буде визначено            | (англ. Stephen M. Irwin, Leigh McGrath)                                    | 14 грудня 2018 | Буде визначено    |